# Mount Elgon
För andra betydelser, se Mount Elgon (olika betydelser).
Mount Elgon är en slocknad sköldvulkan på gränsen mellan Uganda och Kenya. Berget är uppkallat efter Elgonyistammen, som en gång bodde i stora grottor på bergets sydsida. Det var känt som "Ol Doinyo Ilgoon" (Bröstberget) av massajfolket och som "Masawa" på den ugandiska sidan. Området kring berget skyddas av två nationalparker: Mount Elgons nationalpark i Kenya och Mount Elgons nationalpark i Uganda
Berget har fem höga toppar: Wagagai (4 321 m ö.h.) i Uganda, Sudek (4 302 m ö.h.) i Kenya, Koitobos (4 222 m ö.h.) i Kenya, Mubiyi (4 211 m ö.h.) och Masaba (4 161 m ö.h.).

## Historia
1896 blev C.W. Hobley den första europé att gå runt berget. Rudolf Kmunke och Robert Stigler gjorde den första kända bestigningen av Wagagai 1911. F. Jackson, E. Gedge och J. Martin besteg Sudek 1890. Huvudtopparna är lättklättrade och kräver ingen bergsklättrarutrustning.

### Svenska expeditioner till Mount Elgon
Från Sverige har utsänts flera expeditioner till Afrika som besökt och samlat in material i anslutning till Mount Elgon.  
Svenska Mount Elgon expeditionen 1920. Denna expedition leddes av Sven August Loven. Med på expeditionen var Gerhard Lindblom, hans fru Ingeborg (fotograf) och Hugo Granvik. Fotografier och etnografiska samlingar finns på Etnografiska museet, Stockholm.  
Expedition till Karamoja 1953. Bengt Ekström och Maria reste 1953 till Östafrika på uppdrag av Göteborgs etnografiska museum. De hade ett basläger vid Mount Elgon och gjorde tre utflykter till Karamoja, norr om vulkanen. Ekström samlade föremål till museet.

## Geologi
Calderan Elgons caldera är en av de störda oförstörda calderakratrarna i världen. På bergets sluttningar finns också flera lavarörsgrottor: Ngwarisha, Makinyen, Chepnyalil och Kitum, varav den sistnämnda är över 60 meter bred och 200 meter lång. Den besöks av elefanter som slickar i sig salt som de frilägger med betarna. Grottan blev ökänd efter att två besökare (1980 och 1987) insjuknade och dog i marburgviruset där.
Bergets jordarter består av röd laterit.

## Flora
Några sällsynta växter går att hitta på berget, bland andra Ardisiandra wettsteinii, Carduus afromontanus, Echinops hoehnelii, Ranunculus keniensis, och Romulea keniensis.